# Přišimasy
Obec Přišimasy se nachází ve Středočeském kraji v okrese Kolín 6 km východně od hranic Prahy. Žije v ní 894 obyvatel. V roce 2011 zde bylo evidováno 324 adres. Součástí obce jsou i vesnice Horka a Skřivany.
Přišimasy je také název katastrálního území o rozloze 7 km2.

## Historie
Obec vznikla spojením středověkých vesnic Horky, Přišimasy a Skřivany v trojsadí. Nejstarší část obce byla založena koncem 13. století. První písemná zmínka o Horkách je z roku 1279, kdy zde sídlil Bohuslav z Hory, s holubicí v erbu.
Přišimasy se poprvé připomínají v roce 1309. Skřivany se zmiňují nejpozději, teprve roku 1385, kdy zde existoval kostel sv. Petra a Pavla, připomínaný již roku 1352. Zdejšímu kostelu byl přifařen nedaleký kostel v Úvalech.

### Historie názvu
Historici soudí, že název nemá původ v příchodu obyvatel („přišly masy“), ani spojitost s masem („přišij maso“, „prší maso“, Břišimasy) nebo masnými krámky, osadou uzenářů. Pevnost odporu k „masnému“ výkladu názvu obce přesto poněkud narušují blízké Masojedy. Podle pověsti obec obdržela své jméno od sousedních vesničanů po jakési směšné události. Jazykovědci spojují vznik jména se staroslovanským slovem šum, čili les; A. J. Vrťátko konstatuje původ názvu „z lokálu Přišjumás od nominativu Přišjumanié (obyvatelé blíže šumu, tedy lesů)“.

### Územněsprávní začlenění
Dějiny územněsprávního začleňování zahrnují období od roku 1850 do současnosti. V chronologickém přehledu je uvedena územně administrativní příslušnost obce v roce, kdy ke změně došlo:
- 1850 země česká, kraj Pardubice, politický okres Černý Kostelec, soudní okres Český Brod[8]
- 1855 země česká, kraj Praha, soudní okres Český Brod
- 1868 země česká, politický i soudní okres Český Brod
- 1939 země česká, Oberlandrat Kolín, politický i soudní okres Český Brod[9]
- 1942 země česká, Oberlandrat Praha, politický i soudní okres Český Brod[10]
- 1945 země česká, správní i soudní okres Český Brod[11]
- 1949 Pražský kraj, okres Český Brod[12]
- 1960 Středočeský kraj, okres Kolín
- 2003 Středočeský kraj, obec s rozšířenou působností Český Brod

### Rok 1932
V obci Přišimasy (přísl. Horky, Skřivany, 878 obyvatel) byly v roce 1932 evidovány tyto živnosti a obchody: bednář, cihelna, družstvo pro rozvod elektrické energie, holič, 3 hostince, 3 koláři, konsumní spolek Včela, 2 košíkáři, 5 kovářů, 4 krejčí, 4 obchody s mlékem, 6 obuvníků, 3 pekaři, 2 pokrývači, porodní asistentka, pumpař, 13 rolníků, 2 řezníci, sedlář, 6 obchodů se smíšeným zbožím, spořitelní a záložní spolek pro Přišimasy, studnař, švadlena, 3 trafiky, obchod s uhlím, zahradnictví.

## Pamětihodnosti
- Kostel svatého Petra a Pavla

## Příroda
Východně od obce se nalézá přírodní památka Klepec – 358 m vysoký kopec s bizarními skalními útvary. Největší z nich zvaný Slouha je 7 m vysoký a 8 m dlouhý a 3 m široký.

## Doprava
Dopravní síť
- Pozemní komunikace – Do obce vedou silnice III. třídy. Ve vzdálenosti 2,5 km vede silnice I/12 Praha – Kolín.

- Železnice – Železniční trať ani stanice na území obce nejsou. Nejbližší železniční stanicí jsou Úvaly ve vzdálenosti 4 km ležící na trati 011 z Prahy do Kolína.

Veřejná doprava autobusová doprava
- 435 Říčany, Wolkerova - Doubek - Český Brod, Žel. St. - Klučov, Skřamníky OAD Kolín
- 823 [Jirny] - [Úvaly, OC Pražská] - Úvaly, žel. st. - Doubravčice ČSAD Střední Čechy ( [] = Pouze jeden spoj/ Pouze o víkendu)

###### Autobusové zastávky ve vesnici
Všechny zastávky ve vesnici obsluhují linky 435 a 823
- Přišimasy zastávka s jedním přístřeškem a s košem (Standardní výbava)
- Přišimasy, Horka zastávka s jedním přístřeškem a s košem (Standardní výbava)
- Přišimasy, Sklady Marca zastávka s jedním přístřeškem a s košem (Standardní výbava), Dříve Hradešín, Sklady Marca

## Další fotografie

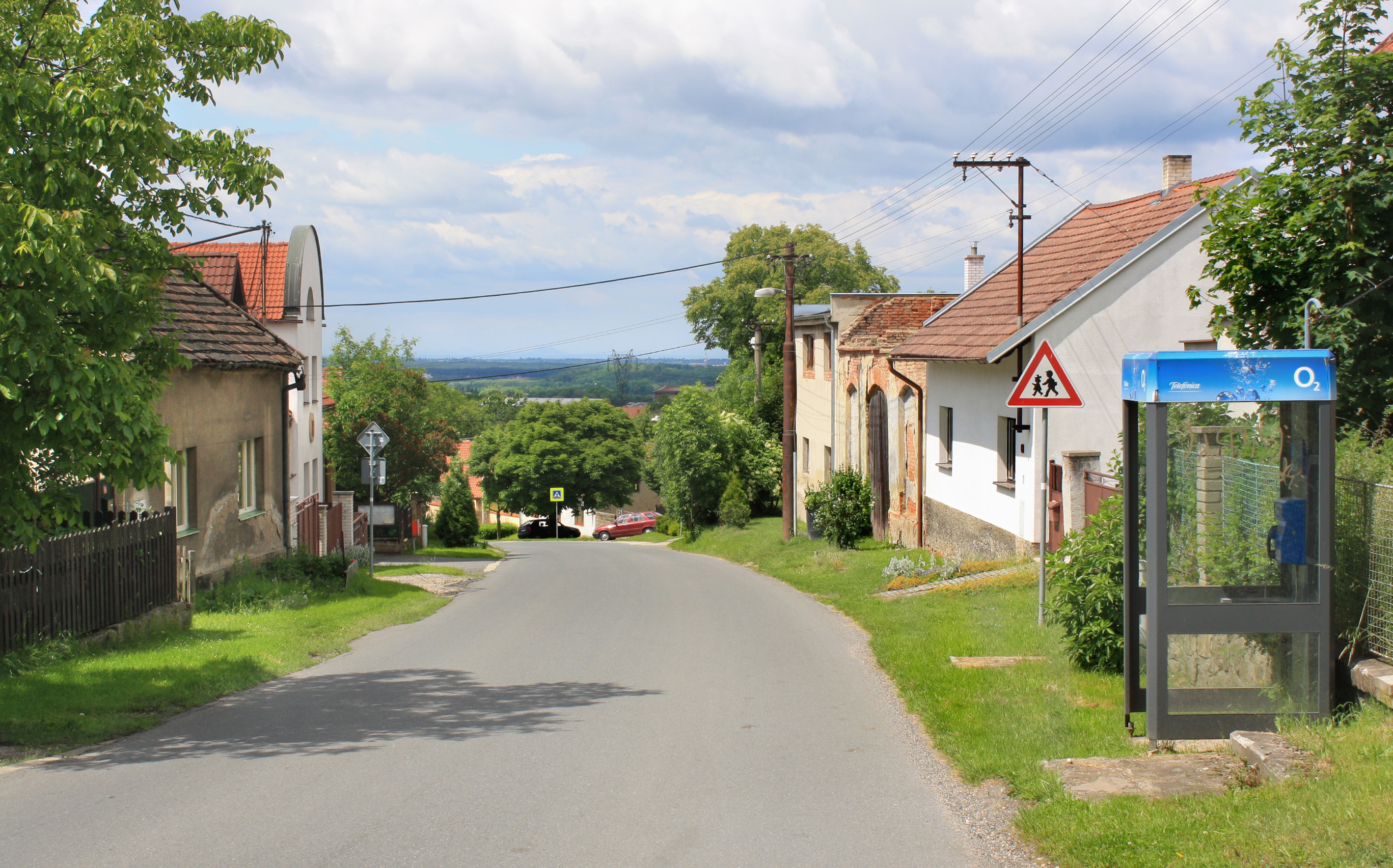
Hlavní silnice v centru obce
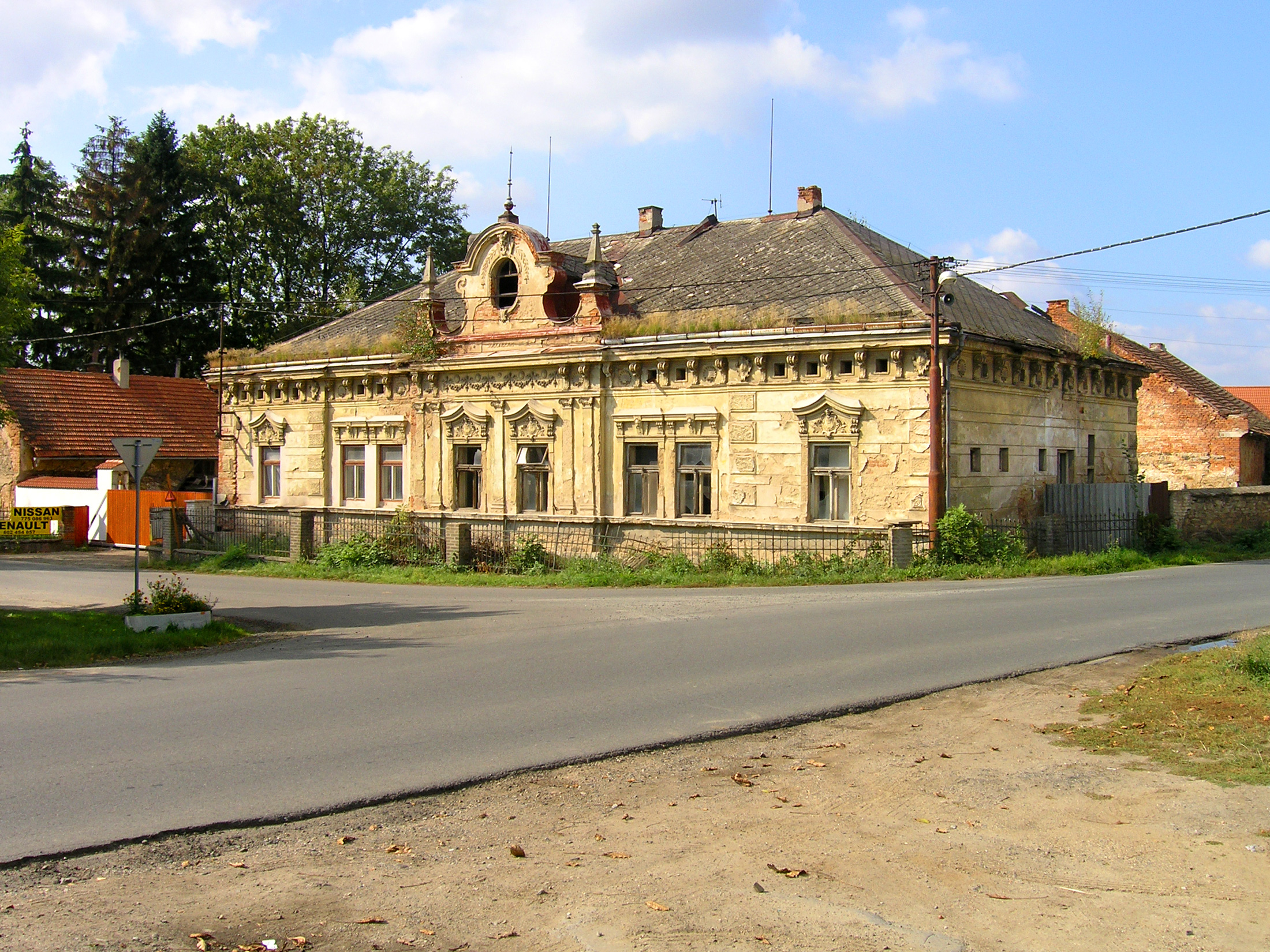
Dům na křižovatce
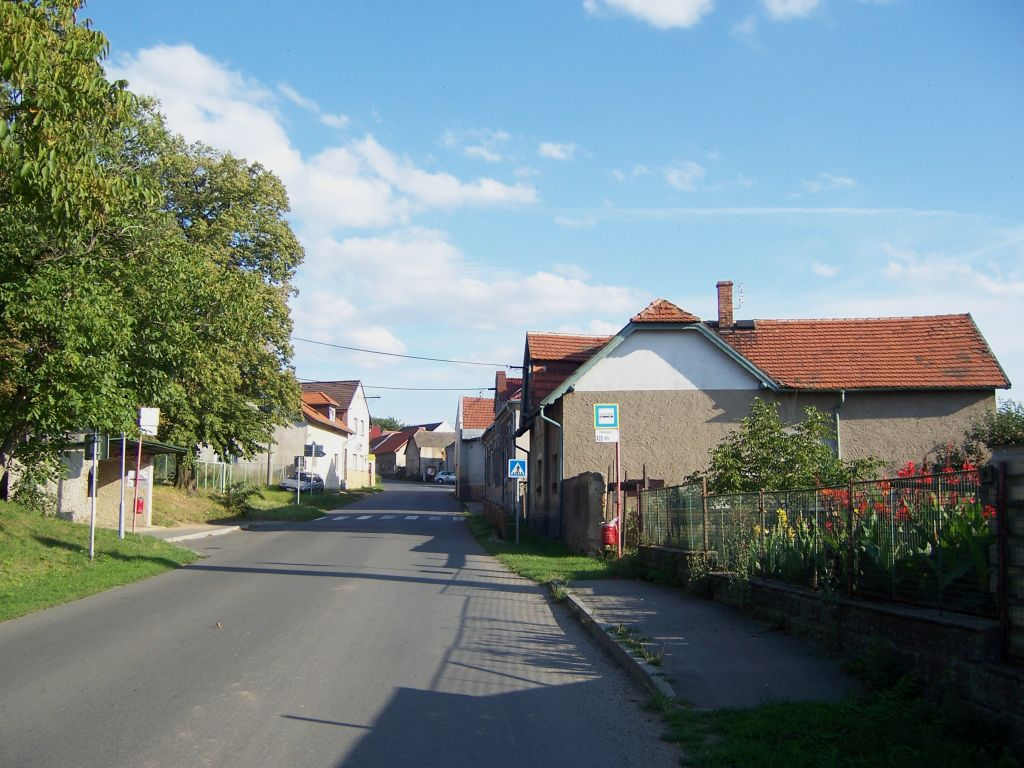
Domy u silnice na Horku
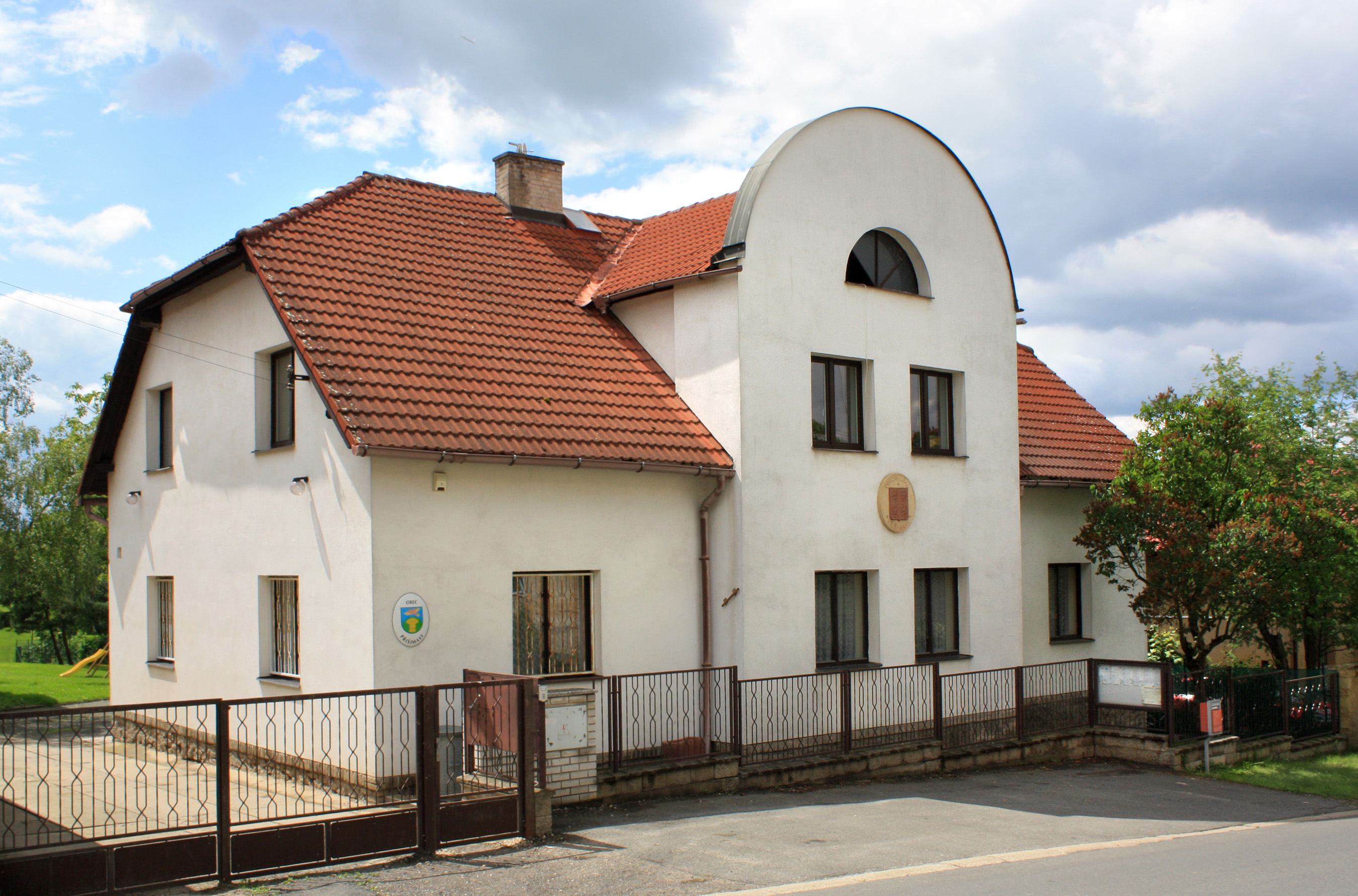
Obecní úřad